# 800 mètres masculin aux Jeux olympiques d'été de 1996 (athlétisme)
Navigation
Barcelone 1992 Sydney 2000
L'épreuve du 800 mètres masculin aux Jeux olympiques de 1996 s'est déroulée du 28 au 31 juillet 1996 au Centennial Olympic Stadium d'Atlanta, aux États-Unis.  Elle est remportée par le Norvégien Vebjörn Rodal qui établit un nouveau record olympique en 1 min 42 s 58.

## Résultats

### Finale
| Rang               | Athlète          | Pays           | Temps         | Notes |
| ------------------ | ---------------- | -------------- | ------------- | ----- |
| Médaille d'or      | Vebjörn Rodal    | Norvège        | 1 min 42 s 58 | OR    |
| Médaille d'argent  | Hezekiel Sepeng  | Afrique du Sud | 1 min 42 s 74 |       |
| Médaille de bronze | Fred Onyancha    | Kenya          | 1 min 42 s 79 |       |
| 4                  | Norberto Tellez  | Cuba           | 1 min 42 s 85 |       |
| 5                  | Nico Motchebon   | Allemagne      | 1 min 43 s 91 |       |
| 6                  | David Kiptoo     | Kenya          | 1 min 44 s 19 |       |
| 7                  | Johnny Gray      | États-Unis     | 1 min 44 s 21 |       |
| 8                  | Benyounès Lahlou | Maroc          | 1 min 45 s 52 |       |

### Série 1
| Rang | Athlète                | Pays                 | Temps         | Notes |
| ---- | ---------------------- | -------------------- | ------------- | ----- |
| 1    | Vebjørn Rodal          | Norvège              | 1 min 45 s 30 |       |
| 2    | Curtis Robb            | Royaume-Uni          | 1 min 45 s 85 |       |
| 3    | José Luíz Barbosa      | Brésil               | 1 min 46 s 58 |       |
| 4    | David Matthews (en)    | Irlande              | 1 min 46 s 76 |       |
| 5    | Joachim Dehmel         | Allemagne de l'Ouest | 1 min 47 s 12 |       |
| 6    | Joseph Rakotoarimanana | Madagascar           | 1 min 47 s 33 |       |
| 7    | Tommy Asinga           | Suriname             | 1 min 48 s 29 |       |

### Série 2
| Rang | Athlète                    | Pays       | Temps         | Notes |
| ---- | -------------------------- | ---------- | ------------- | ----- |
| 1    | Philip Kibitok             | Kenya      | 1 min 45 s 34 |       |
| 2    | Nico Motchebon             | Allemagne  | 1 min 45 s 82 |       |
| 3    | Bruno Konczylo             | France     | 1 min 46 s 04 |       |
| 4    | Adem Hecini                | Algérie    | 1 min 47 s 23 |       |
| 5    | Abdul Rahman Hasan Abdulla | Qatar      | 1 min 48 s 52 |       |
| 6    | Flávio Godoy               | Brésil     | 1 min 48 s 91 |       |
| 7    | Cherif Baba Aidara         | Mauritanie | 1 min 56 s 20 |       |

### Série 3
| Rang | Athlète         | Pays                   | Temps         | Notes |
| ---- | --------------- | ---------------------- | ------------- | ----- |
| 1    | Norberto Téllez | Cuba                   | 1 min 47 s 24 |       |
| 2    | Craig Winrow    | Royaume-Uni            | 1 min 47 s 41 |       |
| 3    | Pavel Soukup    | République tchèque     | 1 min 47 s 67 |       |
| 4    | Andrés Díaz     | Espagne                | 1 min 47 s 86 |       |
| 5    | Atle Douglas    | Norvège                | 1 min 48 s 60 |       |
| 6    | Cedric Harris   | République dominicaine | 1 min 51 s 46 |       |
| 7    | Fernando Arlete | Guinée-Bissau          | 2 min 00 s 07 |       |

### Série 4
| Rang | Athlète              | Pays           | Temps         | Notes |
| ---- | -------------------- | -------------- | ------------- | ----- |
| 1    | David Kiptoo Singoei | Kenya          | 1 min 45 s 11 |       |
| 2    | Giuseppe D'Urso      | Italie         | 1 min 45 s 27 |       |
| 3    | Johan Botha          | Afrique du Sud | 1 min 45 s 63 |       |
| 4    | Jimmy Jean-Joseph    | France         | 1 min 45 s 64 |       |
| 5    | Mohamed Ibrahim Aden | Somalie        | 1 min 47 s 31 |       |
| 6    | Charles Nkazamyampi  | Burundi        | 1 min 47 s 95 |       |
| 7    | Tavakalo Kailes      | Vanuatu        | 1 min 55 s 07 |       |
| 8    | Naseer Ismail        | Maldives       | 1 min 58 s 70 |       |

### Série 5
| Rang | Athléte          | Pays       | Temps         | Notes |
| ---- | ---------------- | ---------- | ------------- | ----- |
| 1    | Johnny Gray      | États-Unis | 1 min 45 s 87 |       |
| 2    | Einars Tupuritis | Lettonie   | 1 min 45 s 88 |       |
| 3    | Savieri Ngidhi   | Zimbabwe   | 1 min 46 s 46 |       |
| 4    | Balázs Korányi   | Hongrie    | 1 min 46 s 63 |       |
| 5    | António Abrantes | Portugal   | 1 min 47 s 73 |       |
| 6    | Clive Terrelonge | Jamaïque   | 1 min 48 s 29 |       |
| 7    | Themba Makhanya  | Swaziland  | 1 min 59 s 02 |       |

### Série 6
| Rang | Athléte              | Pays           | Temps         | Notes |
| ---- | -------------------- | -------------- | ------------- | ----- |
| 1    | Arthémon Hatungimana | Burundi        | 1 min 47 s 10 |       |
| 2    | Andrea Benvenuti     | Italie         | 1 min 47 s 45 |       |
| 3    | Marius Van Heerden   | Afrique du Sud | 1 min 47 s 46 |       |
| 4    | David Strang         | Royaume-Uni    | 1 min 47 s 96 |       |
| 5    | Boris Kaveshnikov    | Kirghizistan   | 1 min 48 s 88 |       |
| 6    | José Parrilla        | États-Unis     | 1 min 49 s 99 |       |
| 7    | Yaya Terap Adoum     | Tchad          | 1 min 52 s 68 |       |

### Série 7
| Rang | Athlète            | Pays        | Temps         | Notes |
| ---- | ------------------ | ----------- | ------------- | ----- |
| 1    | Benyounès Lahlou   | Maroc       | 1 min 45 s 85 |       |
| 2    | Frederick Onyancha | Kenya       | 1 min 46 s 07 |       |
| 3    | Paul Byrne         | Australie   | 1 min 47 s 05 |       |
| 4    | Alex Morgan        | Jamaïque    | 1 min 47 s 40 |       |
| 5    | Mohamed Babiker    | Soudan      | 1 min 48 s 50 |       |
| 6    | Manlio Molinari    | Saint-Marin | 1 min 56 s 08 |       |

## Légende
Records et Performances
- AR : Record continental (area record)
- CR : Record des championnats (championship record)
- MR : Record du meeting (meet record)
- NR : Record national (national record)
- OR : Record olympique (olympic record)
- PR : Record paralympique (paralympic record)
- PB : Record personnel (personal best)
- SB : Meilleure performance personnelle de la saison (season's best)
- WL : Meilleure performance mondiale de l'année (world leader)
- WJR : Record du monde junior (world junior record)
- WR : Record du monde (world record)

Circonstances et Conditions
- DNF : N'a pas terminé (did not finish)
- DNS : N'a pas pris le départ (did not start)
- DQ : Disqualification (disqualification)
- NM : Aucun essai valable enregistré (No Mark)
- Q : Qualifié « directement » au prochain tour (ou à la prochaine compétition), lors d'une compétition majeure, grâce au classement ou à la réalisation des minima (automatic qualifier)
- q : Qualifié au prochain tour (ou à la prochaine compétition), lors d'une compétition majeure, grâce au repêchage ou à la réalisation de l'une des meilleures performances parmi celles des « non qualifiés directement » (grâce au meilleur temps ou à la meilleure distance par exemple) (secondary qualifier)